# Suau
Pour les articles homonymes, voir Suau (homonymie).
Le suau (ou Iou) est une des langues de la pointe papoue (une des langues océaniennes) parlée en Papouasie-Nouvelle-Guinée par 6 800 locuteurs dont seulement 10 % sont monolingues. Il est parlé dans la province de Milne Bay, à la pointe extrême de la Papouasie. Il comprend des dialectes et variantes : Daui (baie Fife), Sinaki (Gaidasu, Gadaisu), Leileiafa, Bona Bona, Dahuni, Suau et Bonarua. Il sert de lingua franca à 14 000 habitants dans la région côtière du sud.